# Victor Rabanales
Victor Rabanales (* 23. Dezember 1962 in Ciudad Hidalgo, Mexiko) ist ein ehemaliger mexikanischer Boxer im Bantamgewicht.

## Profikarriere
Im Jahre 1983 begann er erfolgreich seine Profikarriere. Am 17. September 1992 boxte er gegen Jōichirō Tatsuyoshi um den Weltmeistertitel des Verbandes WBC und siegte durch technischen K. o. in Runde 9. Diesen Titel verteidigte er insgesamt zweimal und verlor ihn im März des darauffolgenden Jahres an Jung-Il Byun nach Punkten.
Im Jahre 2003 beendete er seine Karriere.